# Poecilopeplus martialis
Poecilopeplus martialis är en skalbaggsart som beskrevs av Rosenberg 1898. Poecilopeplus martialis ingår i släktet Poecilopeplus och familjen långhorningar.
Artens utbredningsområde är:
- Costa Rica.
- Panama.

Inga underarter finns listade i Catalogue of Life.